# Campeonato Mundial de Atletismo de 2013 - 200 m masculino
A prova dos 200 metros masculino do Campeonato Mundial de Atletismo de 2013 foi disputada entre 16 e 17 de agosto no Estádio Lujniki, em Moscou. 

## Recordes
Antes desta competição, os recordes mundiais e do campeonato nesta prova eram os seguintes:
| Tipo                  | Atleta     | Tempo | Local  | Data                 |
| --------------------- | ---------- | ----- | ------ | -------------------- |
|                       | Usain Bolt | 19.19 | Berlim | 20 de agosto de 2009 |
| Recorde do campeonato | Usain Bolt | 19.19 | Berlim | 20 de agosto de 2009 |

## Medalhistas
| Ouro             | Prata             | Bronze                |
| Usain Bolt (JAM) | Warren Weir (JAM) | Curtis Mitchell (USA) |

## Cronograma
| Data         | Hora  | Evento    |
| ------------ | ----- | --------- |
| 16 de agosto | 10:35 | Baterias  |
| 16 de agosto | 19:40 | Semifinal |
| 17 de agosto | 20:05 | Final     |

Todos os horários são horas locais (UTC +4)

## Resultados

### Baterias
Qualificação: Os 3 de cada bateria (Q) e os 3 mais rápidos (q) avançam para a semifinal. 
Vento: Bateria 1: −0.4 m/s, Bateria 2: −0.2 m/s, Bateria 3: 0.0 m/s, Bateria 4: −0.7 m/s, Bateria 5: −0.6 m/s, Bateria 6: +0.2 m/s, Bateria 7: +0.2 m/s.
| Classificação | Bateria | Faixa | Nome                        | Nacionalidade            | Tempo | Notas |
| ------------- | ------- | ----- | --------------------------- | ------------------------ | ----- | ----- |
| 1             | 2       | 7     | Anaso Jobodwana             | África do Sul            | 20.17 | Q     |
| 1             | 6       | 7     | Adam Gemili                 | Grã-Bretanha             | 20.17 | Q, PB |
| 3             | 3       | 6     | Warren Weir                 | Jamaica                  | 20.34 | Q     |
| 4             | 2       | 3     | Churandy Martina            | Países Baixos            | 20.37 | Q     |
| 4             | 1       | 2     | Curtis Mitchell             | Estados Unidos           | 20.37 | Q     |
| 6             | 1       | 7     | Jaysuma Saidy Ndure         | Noruega                  | 20.44 | Q     |
| 7             | 4       | 8     | Alonso Edward               | Panamá                   | 20.45 | Q     |
| 8             | 2       | 8     | Mosito Lehata               | Lesoto                   | 20.46 | Q     |
| 9             | 2       | 6     | Alex Quiñónez               | Equador                  | 20.47 | q     |
| 9             | 3       | 4     | Bruno Hortelano             | Espanha                  | 20.47 | Q, NR |
| 11            | 3       | 3     | Jimmy Vicaut                | França                   | 20.50 | Q     |
| 12            | 1       | 5     | Serhiy Smelyk               | Ucrânia                  | 20.52 | Q, PB |
| 13            | 4       | 5     | Nickel Ashmeade             | Jamaica                  | 20.54 | Q     |
| 14            | 1       | 6     | Lykourgos-Stefanos Tsakonas | Grécia                   | 20.55 | q     |
| 14            | 5       | 7     | James Ellington             | Grã-Bretanha             | 20.55 | Q     |
| 16            | 4       | 7     | Antoine Adams               | São Cristóvão e Neves    | 20.56 | Q     |
| 17            | 5       | 2     | Jason Livermore             | Jamaica                  | 20.59 | Q     |
| 17            | 5       | 4     | Wallace Spearmon            | Estados Unidos           | 20.59 | Q     |
| 19            | 5       | 6     | Karol Zalewski              | Polónia                  | 20.60 | q     |
| 19            | 3       | 7     | Bruno de Barros             | Brasil                   | 20.60 |       |
| 21            | 7       | 6     | Usain Bolt                  | Jamaica                  | 20.66 | Q     |
| 22            | 2       | 4     | Tremaine Harris             | Canadá                   | 20.68 |       |
| 23            | 6       | 6     | Isiah Young                 | Estados Unidos           | 20.70 | Q     |
| 24            | 6       | 3     | Shōta Iizuka                | Japão                    | 20.71 | Q     |
| 25            | 7       | 4     | Delano Williams             | Grã-Bretanha             | 20.72 | Q     |
| 26            | 4       | 4     | Aldemir da Silva Junior     | Brasil                   | 20.73 |       |
| 27            | 5       | 5     | Xie Zhenye                  | China                    | 20.74 |       |
| 28            | 1       | 4     | Isaac Makwala               | Botswana                 | 20.84 |       |
| 29            | 7       | 7     | Lalonde Gordon              | Trinidad e Tobago        | 20.85 | Q     |
| 30            | 6       | 5     | Winston George              | Guiana                   | 20.88 |       |
| 30            | 6       | 4     | Sergio Ruiz                 | Espanha                  | 20.88 |       |
| 32            | 1       | 8     | Kyle Greaux                 | Trinidad e Tobago        | 20.89 |       |
| 33            | 3       | 2     | Kei Takase                  | Japão                    | 20.96 |       |
| 34            | 4       | 3     | Nil de Oliveira             | Suécia                   | 20.97 |       |
| 34            | 7       | 3     | Yuichi Kobayashi            | Japão                    | 20.97 |       |
| 36            | 5       | 8     | Rolando Palacios            | Honduras                 | 21.02 | SB    |
| 37            | 7       | 2     | Alex Wilson                 | Suíça                    | 21.11 |       |
| 38            | 5       | 3     | Luguelín Santos             | República Dominicana     | 21.13 |       |
| 38            | 6       | 2     | Enrico Demonte              | Itália                   | 21.13 |       |
| 40            | 2       | 5     | Ratu Banuve Tabakaucoro     | Fiji                     | 21.27 |       |
| 41            | 1       | 3     | Hitjivirue Kaanjuka         | Namíbia                  | 21.33 |       |
| 42            | 7       | 5     | Jan Žumer                   | Eslovênia                | 21.35 |       |
| 43            | 3       | 1     | Lestrod Roland              | São Cristóvão e Neves    | 21.37 |       |
| 44            | 7       | 1     | Jamial Rolle                | Bahamas                  | 21.40 |       |
| 45            | 2       | 1     | Josh Ross                   | Austrália                | 21.45 |       |
| 46            | 4       | 1     | Aleksandr Khyutte           | Rússia                   | 21.46 |       |
| 47            | 4       | 2     | Yendountien Tiebekabe       | Togo                     | 21.85 |       |
| 48            | 2       | 2     | Liaquat Ali                 | Paquistão                | 21.90 |       |
| 49            | 1       | 1     | Neddy Marie                 | Seicheles                | 21.98 | SB    |
| 49            | 5       | 1     | Courtney Carl Williams      | São Vicente e Granadinas | 21.98 |       |
| 51            | 3       | 5     | Mitchel Davis               | Dominica                 | 21.99 | SB    |
| 52            | 7       | 8     | Didier Kiki                 | Benim                    | 22.01 | PB    |
| 53            | 6       | 8     | Ayman Mohamed Ahmed Said    | Egito                    | 22.27 |       |
| 54            | 3       | 8     | Bernardo Baloyes            | Colômbia                 | 22.37 |       |
| 55            | 6       | 1     | Jerai Torres                | Gibraltar                | 22.98 |       |
|               | 4       | 6     | Hua Wilfried Koffi          | Costa do Marfim          | DNS   |       |

### Semifinal
Qualificação: Os 2 de cada bateria (Q) e os 2 mais rápidos (q) avançam para a final. 
Vento: Bateria 1: 0.0 m/s, Bateria 2: 0.0 m/s, Bateria 3: −0.3 m/s.
| Classificação | Bateria | Faixa | Nome                        | Nacionalidade         | Tempo | Notas |
| ------------- | ------- | ----- | --------------------------- | --------------------- | ----- | ----- |
| 1             | 1       | 5     | Curtis Mitchell             | Estados Unidos        | 19.97 | Q, PB |
| 2             | 3       | 6     | Adam Gemili                 | Grã-Bretanha          | 19.98 | Q, PB |
| 3             | 3       | 4     | Nickel Ashmeade             | Jamaica               | 20.00 | Q, SB |
| 4             | 2       | 4     | Usain Bolt                  | Jamaica               | 20.12 | Q     |
| 5             | 2       | 3     | Anaso Jobodwana             | África do Sul         | 20.13 | Q, PB |
| 6             | 3       | 5     | Churandy Martina            | Países Baixos         | 20.13 | q     |
| 7             | 1       | 3     | Warren Weir                 | Jamaica               | 20.20 | Q     |
| 8             | 1       | 4     | Jaysuma Saidy Ndure         | Noruega               | 20.33 | q, SB |
| 9             | 2       | 8     | Isiah Young                 | Estados Unidos        | 20.36 |       |
| 10            | 3       | 7     | Serhiy Smelyk               | Ucrânia               | 20.42 | PB    |
| 11            | 2       | 6     | James Ellington             | Grã-Bretanha          | 20.44 |       |
| 12            | 2       | 5     | Jason Livermore             | Jamaica               | 20.46 |       |
| 13            | 2       | 7     | Antoine Adams               | São Cristóvão e Neves | 20.47 |       |
| 14            | 1       | 7     | Jimmy Vicaut                | França                | 20.51 |       |
| 15            | 1       | 1     | Alex Quiñónez               | Equador               | 20.55 |       |
| 16            | 1       | 6     | Bruno Hortelano             | Espanha               | 20.55 |       |
| 17            | 3       | 2     | Lykourgos-Stefanos Tsakonas | Grécia                | 20.56 |       |
| 18            | 1       | 8     | Delano Williams             | Grã-Bretanha          | 20.61 |       |
| 19            | 2       | 1     | Shōta Iizuka                | Japão                 | 20.61 |       |
| 20            | 2       | 2     | Karol Zalewski              | Polónia               | 20.66 |       |
| 21            | 3       | 1     | Wallace Spearmon            | Estados Unidos        | 20.66 |       |
| 22            | 3       | 3     | Alonso Edward               | Panamá                | 20.67 |       |
| 23            | 3       | 8     | Mosito Lehata               | Lesoto                | 20.68 |       |
| 24            | 1       | 2     | Lalonde Gordon              | Trinidad e Tobago     | 21.14 |       |

### Final
A final foi iniciada às 20:10 
| Colocação         | Faixa | Nome                | Nacionalidade  | Tempo | Notas |
| ----------------- | ----- | ------------------- | -------------- | ----- | ----- |
| Medalha de ouro   | 4     | Usain Bolt          | Jamaica        | 19.66 | WL    |
| Medalha de prata  | 8     | Warren Weir         | Jamaica        | 19.79 | PB    |
| Medalha de bronze | 3     | Curtis Mitchell     | Estados Unidos | 20.04 |       |
| 4                 | 6     | Nickel Ashmeade     | Jamaica        | 20.05 |       |
| 5                 | 5     | Adam Gemili         | Grã-Bretanha   | 20.08 |       |
| 6                 | 7     | Anaso Jobodwana     | África do Sul  | 20.14 |       |
| 7                 | 1     | Churandy Martina    | Países Baixos  | 20.35 |       |
| 8                 | 2     | Jaysuma Saidy Ndure | Noruega        | 20.37 |       |

Legenda
| Recorde mundial       | Recorde mundial (World record)               |                       | Recorde africano                      | Recorde africano (African) |                                           | Q | Classificado por posição (Qualified) |
| Recorde do campeonato | Recorde do campeonato (Championship record)  | Recorde da América    | Recorde da América (Americas)         | q                          | Classificado por melhor tempo (Qualified) |   |                                      |
| Melhor marca do ano   | Melhor marca do ano (World leading)          | Recorde asiático      | Recorde asiático (Asian)              | DNS                        | Não largou (Did not start)                |   |                                      |
| Recorde nacional      | Recorde nacional (National record)           | Recorde europeu       | Recorde europeu (European)            | DNF                        | Não terminou (Did not finish)             |   |                                      |
| Recorde pessoal       | Recorde pessoal do atleta (Personal best)    | Recorde da Oceania    | Recorde da Oceania (Oceania)          | DSQ / DQ                   | Desclassificado (Disqualified)            |   |                                      |
| Recorde da temporada  | Recorde da temporada do atleta (Season best) | Recorde sul-americano | Recorde sul-americano (South America) | NM                         | Sem marca (No mark)                       |   |                                      |